# Schleswig-Holstein-Sonderburg-Glücksburg (ältere Linie)

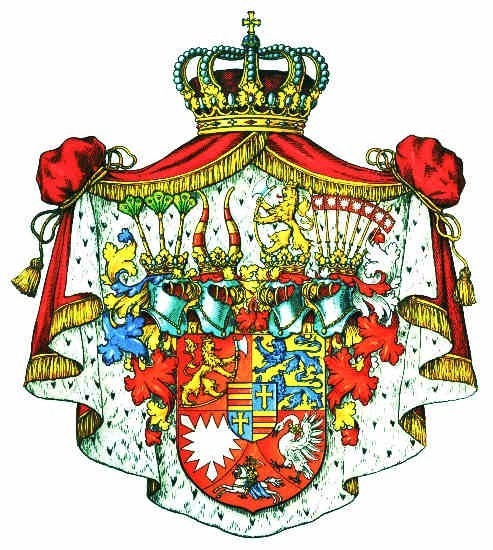
Herzogliches Wappen Schleswig-Holstein-Sonderburg-Glücksburg

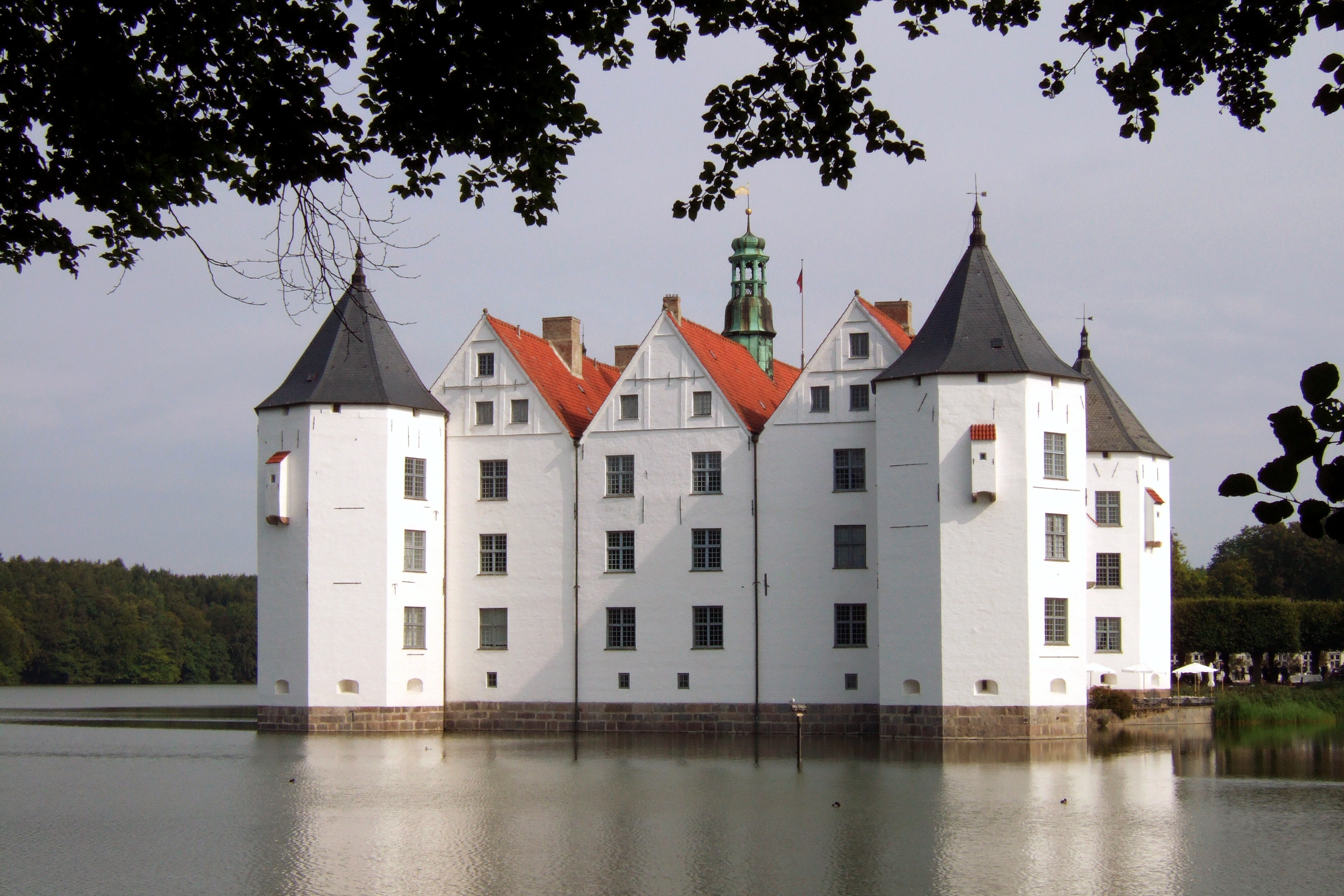
Schloss Glücksburg in Schleswig-Holstein, der namensgebende Stammsitz der Familienzweige

Schleswig-Holstein-Sonderburg-Glücksburg war von 1622 bis 1779 eine Linie des Hauses Schleswig-Holstein-Sonderburg, einer Nebenlinie des Hauses Oldenburg.

## Geschichte
Die Linie entstand, als Herzog Johann von Schleswig-Holstein-Sonderburg sein abgeteiltes Herzogtum Schleswig-Holstein-Sonderburg in seinem Testament unter fünf seiner sechs überlebenden Söhne aufteilte. Die Teilherzöge wurden vom dänischen König als Lehnsherr von Herzogtums Schleswig belehnt. Sie trugen zwar die vollständigen Titel der Oldenburger, waren aber nicht an der gemeinschaftlichen Regierung der Herzogtümer beteiligt.
Johanns jüngster Sohn Philipp (1584–1663) begründete die ältere Linie Schleswig-Holstein-Sonderburg-Glücksburg. Er hatte seinen Stammsitz auf Schloss Glücksburg, nach dem die Linie auch benannt wurde.
Sein Gebiet war das kleinste der Teilherzogtümer und umfasste mit anfangs 210 Pflügen kaum mehr Land als der Besitz reicher Adliger. Dazu gehörten große Teile der Kirchspiele Broaker, Nübel, Düppel und Ulderup in der Landschaft Sundewitt nördlich der Flensburger Förde und das Gebiet um Glücksburg mit dem Kirchspiel Munkbrarup, sowie das von Herzog Johann gegründete kleine Kirchspiel Neukirchen (heute zu Steinbergkirche).
Wegen der geringen Ausmaße ihres Landes und der Abhängigkeit vom Lehnsherrn blieben die Herzöge politisch bedeutungslos. Umso mehr beharrten sie auf den Rechten, die sie über den Adel erhoben: Obwohl zum Herzogtum nur sechs Kirchen und die Schlosskapelle von Glücksburg gehörten, besaßen die Herzöge die Kirchenhoheit. Sie gründeten ein Konsistorium und erließen eigene Kirchen- und Schulordnungen.
Die ersten drei Herzöge konnten durch geschickte Verwaltung ihr Gebiet fast verdoppeln. Nach Verkäufen durch vorletzte Herzog Friedrich 1749–1756 schrumpfte das Gebiet wieder auf seine ursprüngliche Größe. Mit dem Tod von Friedrich Heinrich Wilhelm fiel das abgeteilte Herzogtum 1779 als letztes der abgeteilten Herzogtümer an den dänischen Gesamtstaat zurück.
Nachdem 1824 auch die Witwe des letzten Herzogs verstorben war, verlieh der dänischen König Friedrich VI. 1825 den Titel, allerdings ohne Herrschaftsrechte, an Friedrich Wilhelm aus der Linie Beck, der somit die jüngere Linie Schleswig-Holstein-Sonderburg-Glücksburg begründete.

## Herzöge
| Regierungszeit | Name                       | Bemerkung         |
| -------------- | -------------------------- | ----------------- |
| 1622–1663      | Philipp                    | Stifter der Linie |
| 1663–1698      | Christian                  | Sohn              |
| 1698–1729      | Philipp Ernst              | Sohn              |
| 1729–1766      | Friedrich                  | Sohn              |
| 1766–1779      | Friedrich Heinrich Wilhelm | Sohn              |